# Замок Рашен
За́мок Ра́шен (en. Cashtal Rushen) — средневековый замок в давней столице Острова Мэна Каслтауне, на юге острова. Считается одним из наиболее сохранившихся средневековых замков Британских островов. На территории замка располагаются суд, музей и образовательный центр.

## История

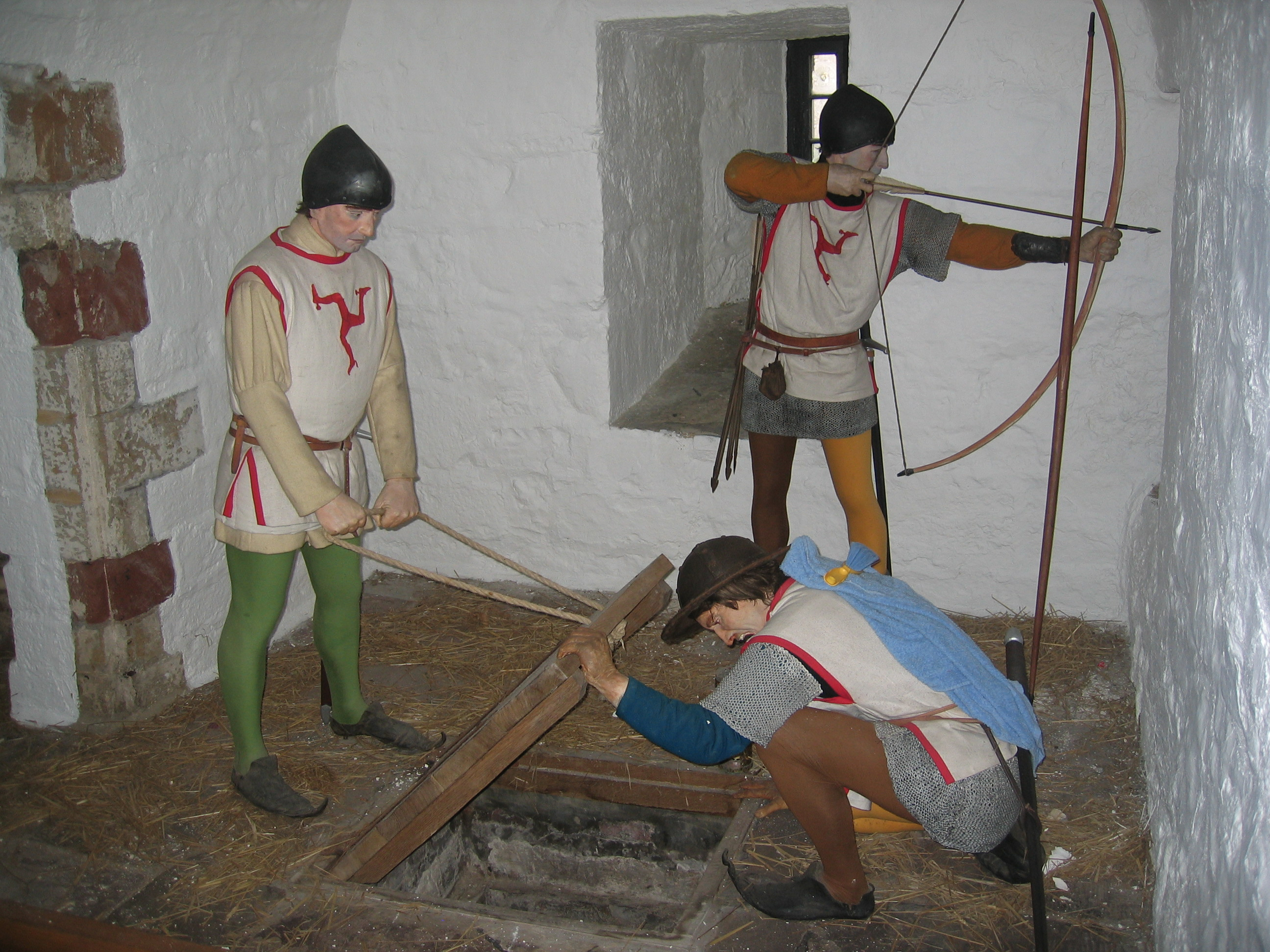
Фрагмент музейной экспозиции в замке Рашен.

Строительство замка началось ещё во времена господства на острове Мэн скандинавских князей, передавших этот остров Шотландии после шотландско-норвежских войн 1263-1266 гг.
Первоначально замок находился в собственности шотландцев, но позднее перешёл под контроль англичан.
18 мая 1313 года шотландский король Роберт Брюс вторгся на остров Мэн и через пять дней захватил его вместе с замком, который стал заставой, прикрывающей подходы к западной Шотландии.
С 1405 года по 1738 год островом Мэн управляла английская семья Стэнли.
В XVIII веке замок перестал быть основным защитным сооружением острова, и в его пределах расположился монетный двор, а позднее — суд острова Мэн.
С конца XVIII века замок использовался как тюрьма.
К концу XIX века замок обветшал и его пришлось реконструировать.
В 1929 году замок от британской Короны передали в собственность Правительства острова Мэн.
В настоящее время — музей.

## Галерея

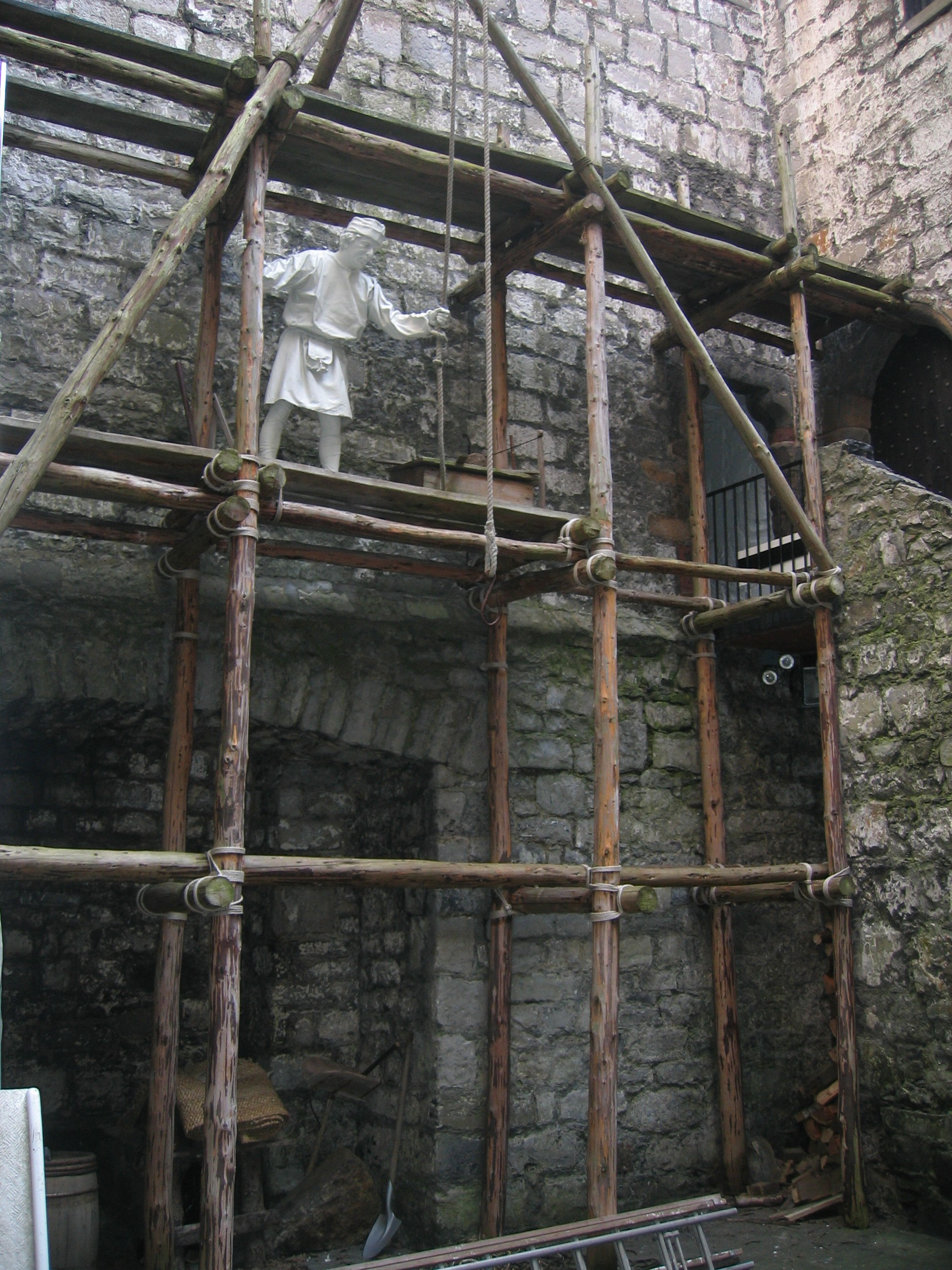
Фрагмент строительных работ средневекового замка.
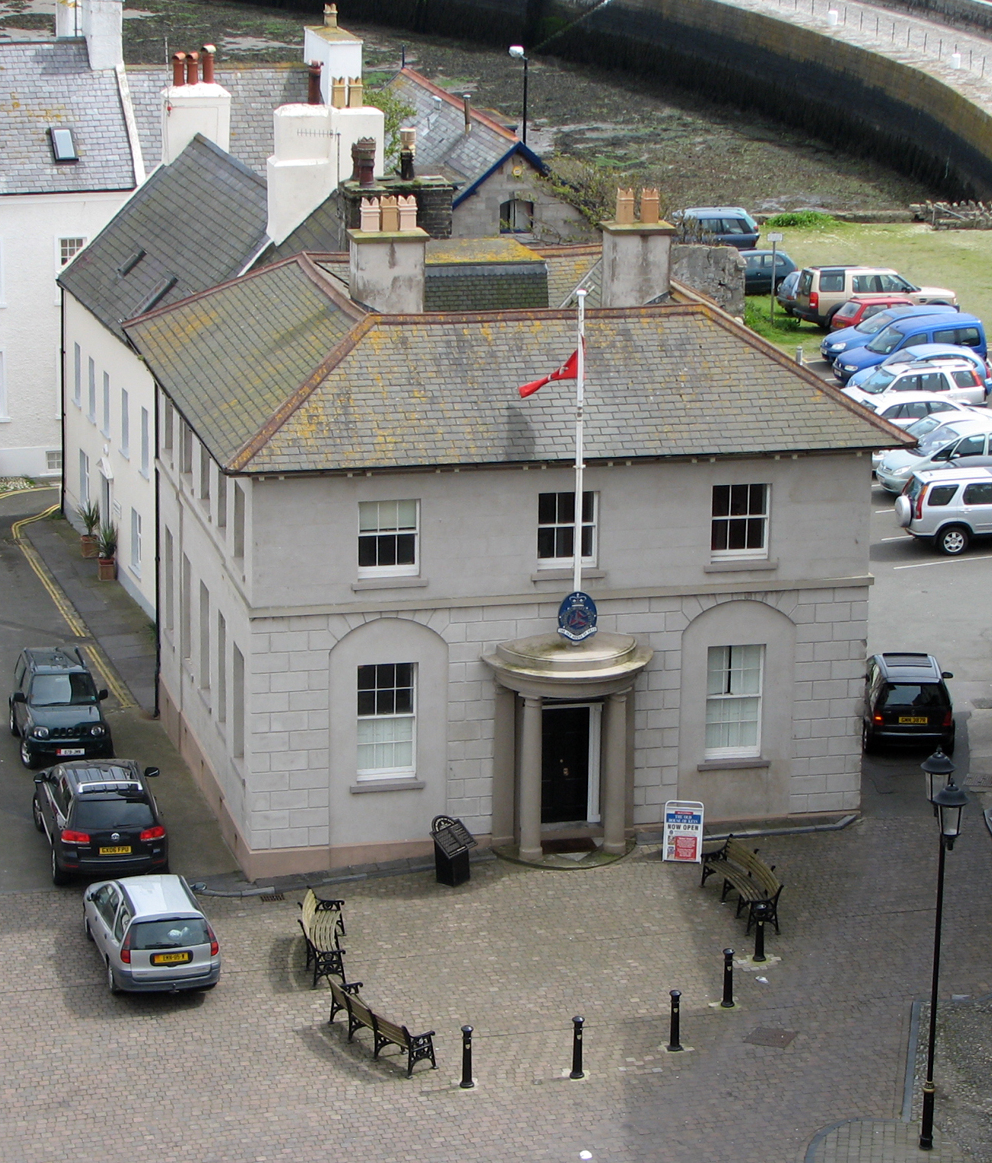
Старый "Дом ключей" на территории замка.
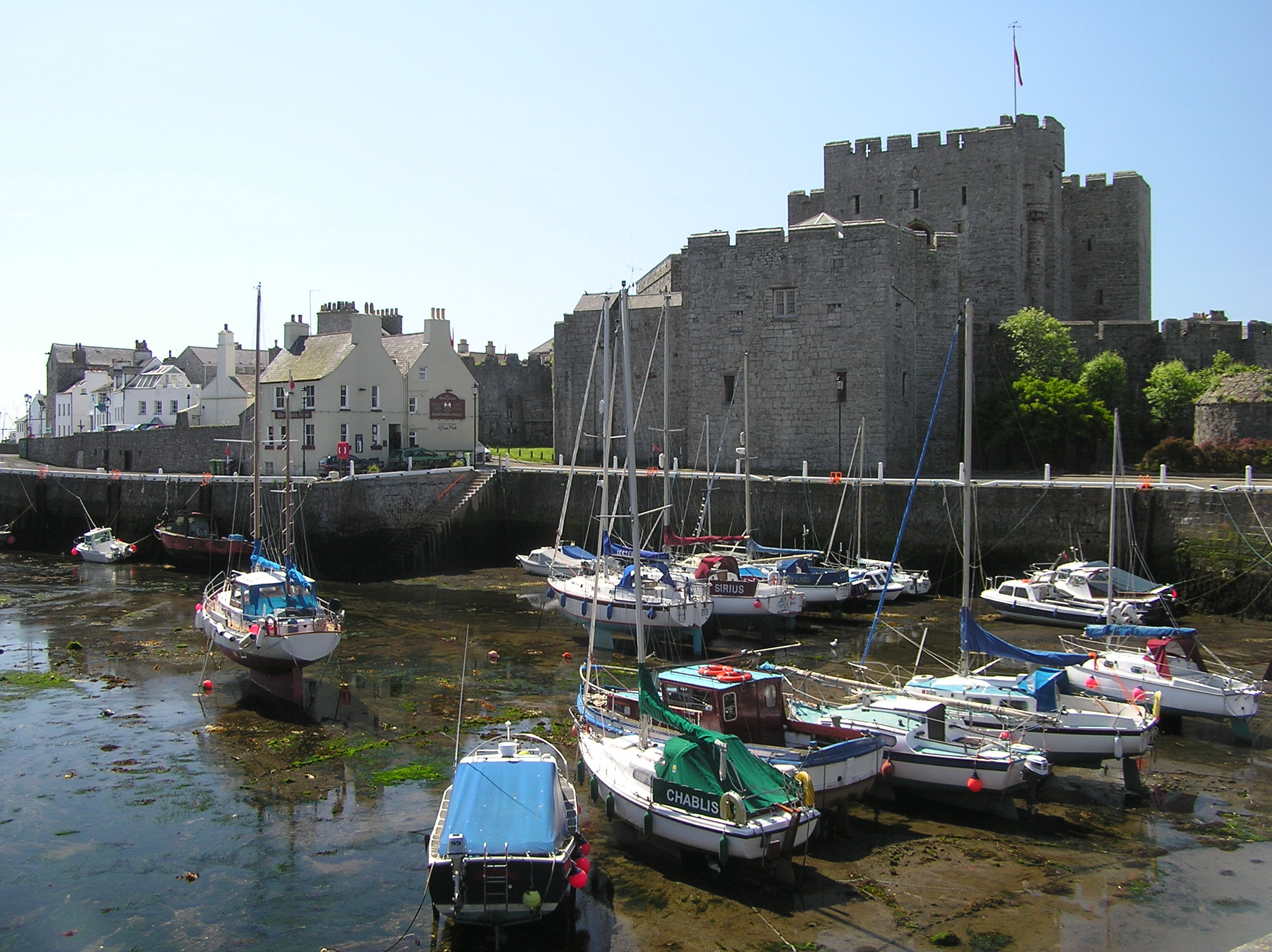
Вид на речную гавань.
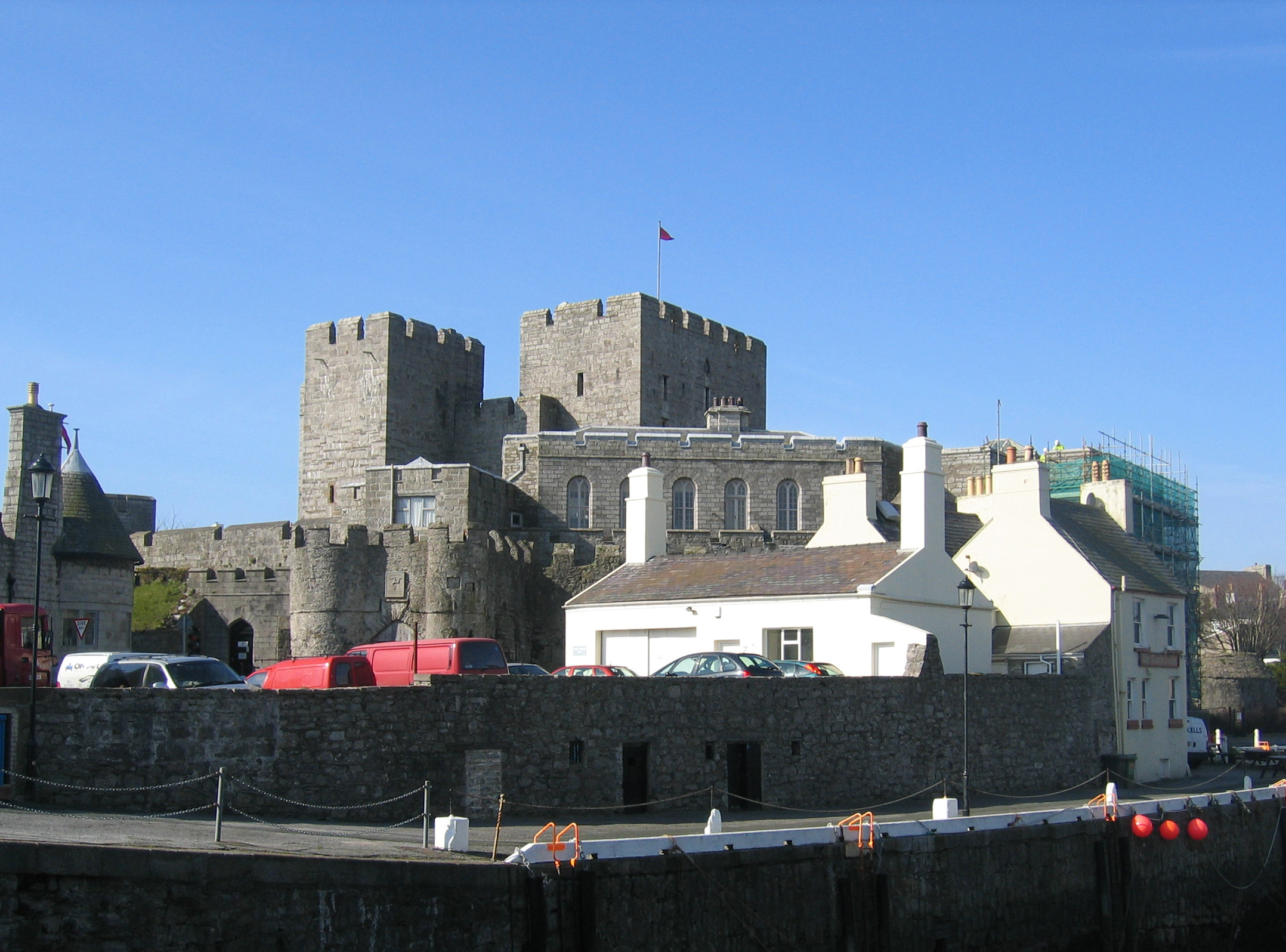
Вид на цитадель замка.
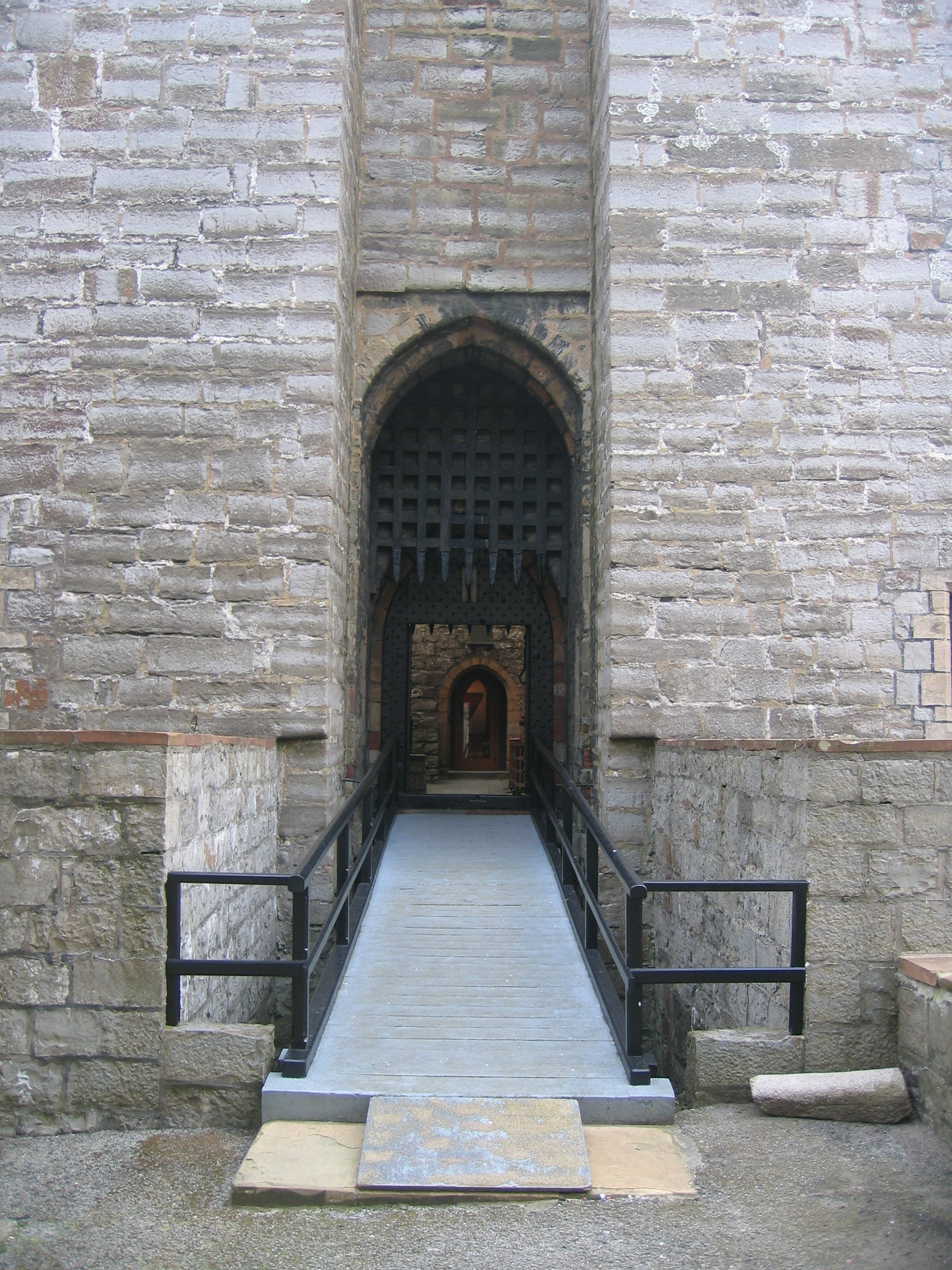
Укреплённый вход в замок.
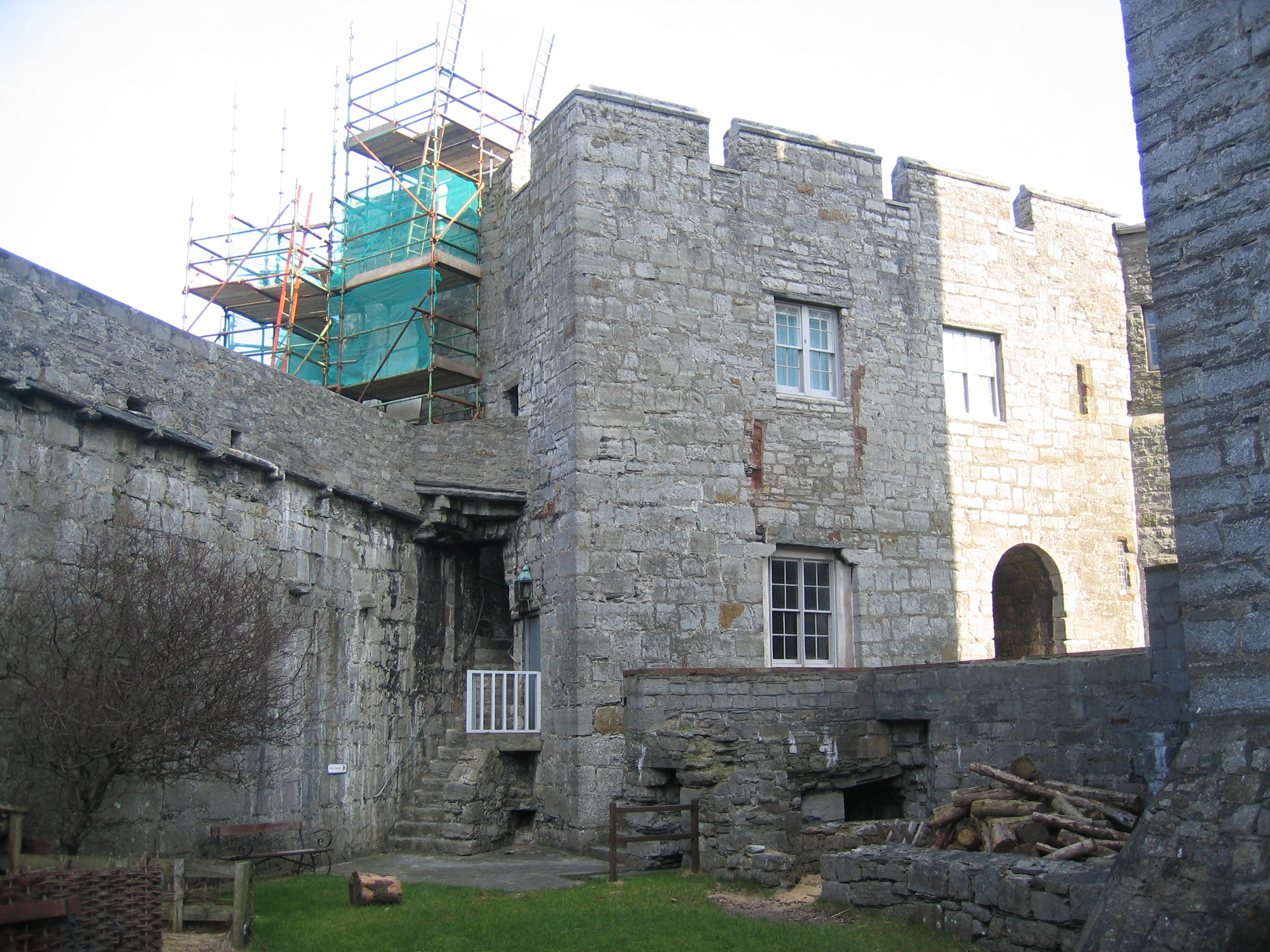
Внутри замка.
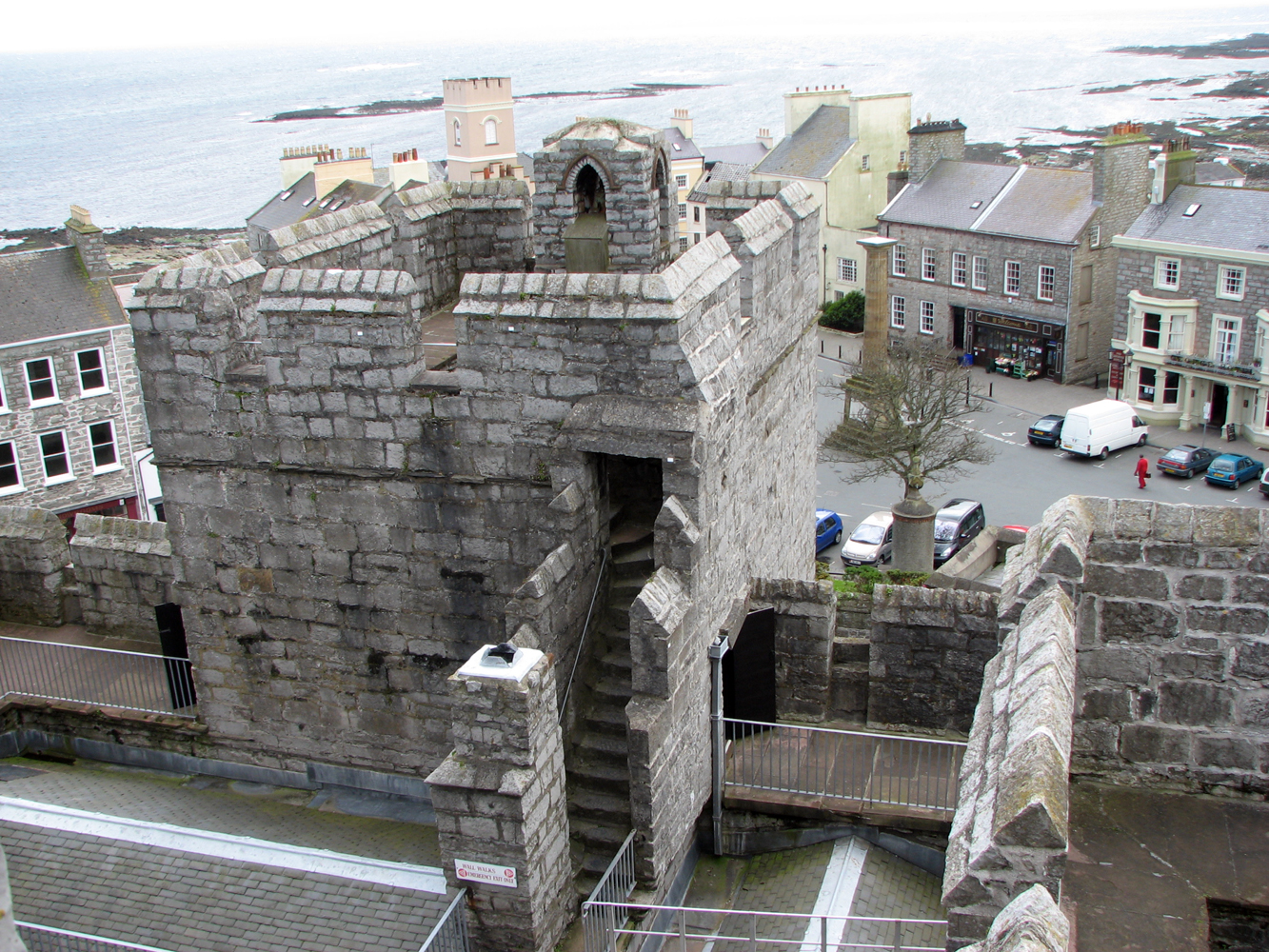
Одна из башен замка.